# Návesník (Barchov)
Rybník Návesník o výměře vodní plochy 0,25 ha se nalézá na návsi obce Barchov v okrese Hradec Králové. Rybník slouží jako požární nádrž a pro chov ryb. V roce 2015 bylo provedeno jeho odbahnění.
Rybník Návesník je pozůstatkem bývalé rozsáhlé Chlumecké rybniční soustavy, která v době svého největšího rozkvětu čítala na 193 rybníků vybudovaných v průběhu 15. až 16. století v oblasti povodí řek Cidliny a Bystřice.

## Galerie

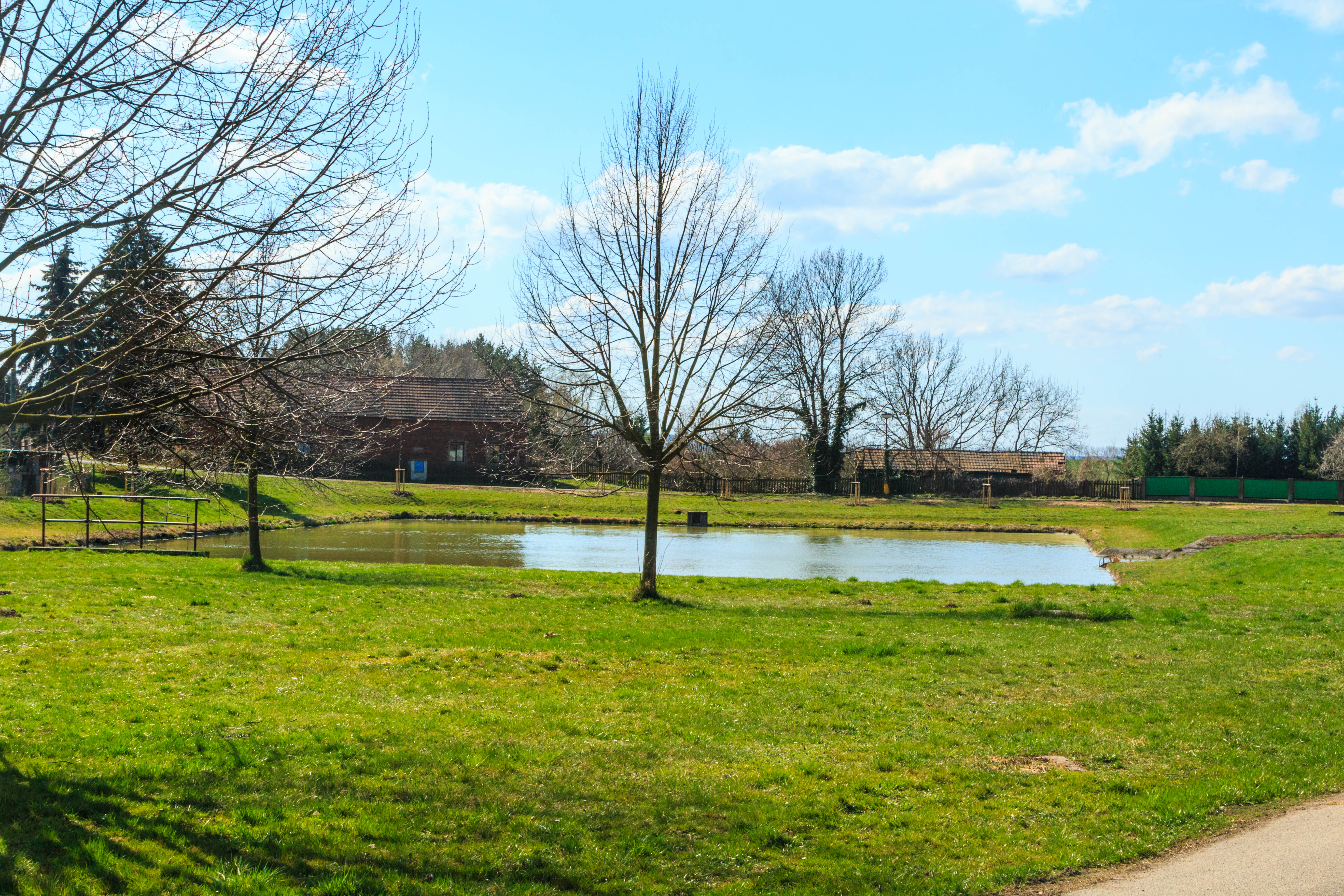
pohled na rybník Návesník v Barchově
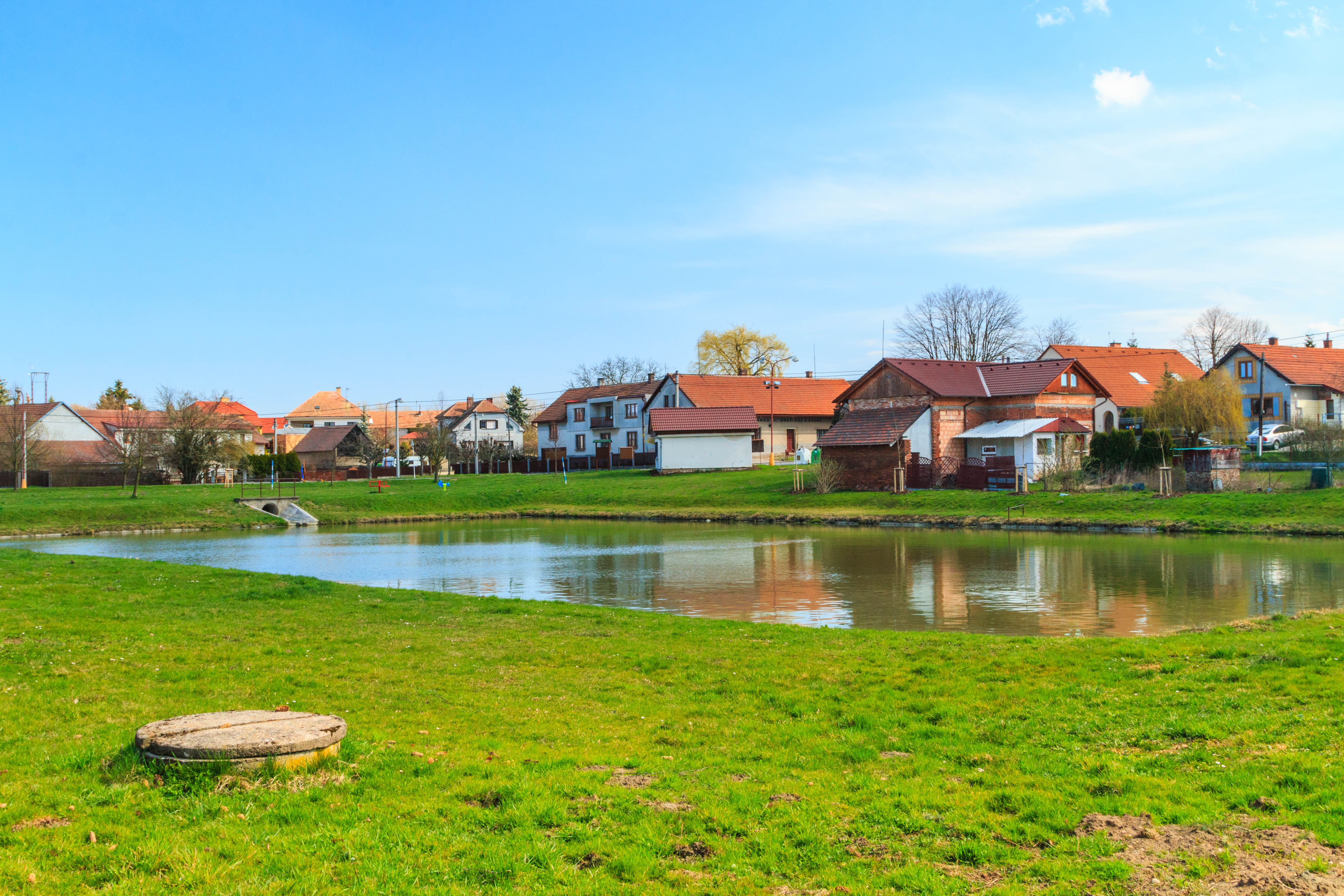
pohled na rybník Návesník v Barchově